# 牧羊人派
牧羊人派，又稱農舍派，是源自英格蘭的餡餅，是肉派的一種，派頂以薯蓉覆蓋。牧羊人派有许多变种，但是主要的配料是在肉汁或者洋蔥酱汁中烹制的碎红肉以及一些馬鈴薯泥。有时也会加入其他蔬菜，如豌豆、甜玉米、旱芹或胡萝卜。它有时也会加入磨碎的奶酪。牧羊人派這個稱呼直到1854年才出現。

## 辭源
1791年開始使用「農舍派（cottage pie）」一詞 ，馬鈴薯被當作窮人的食物，而農舍則是貧窮的農民的住所。
直到1854年才出現「牧羊人派（shepherd's pie ）」這個詞，無論內餡是牛肉或羊肉，跟農舍派都是一樣的意思。不過在英國，從20世紀開始，牧羊人派就比較常用來稱呼羊肉做的派。